# Кармустин
Кармустин — цитостатический противоопухолевый химиотерапевтический лекарственный препарат алкилирующего типа действия из группы производных нитрозомочевины.

## Фармакологическое действие
Противоопухолевое средство алкилирующего действия из группы производных нитрозомочевины. Действует на основания и фосфатные группы ДНК, что приводит к разрывам и сшивкам её молекулы. Является циклонеспецифичным соединением. Действие кармустина также может быть связано с модификацией белков.

## Фармакокинетика
Быстро метаболизируется в печени с образованием активных метаболитов. Метаболиты могут сохраняться в плазме крови в течение нескольких суток.
Проникает через ГЭБ.
Выводится главным образом почками в виде метаболитов — 60-70 %, с калом — 1 %, через дыхательные пути — 10 %.

## Показания
Опухоли мозга (глиобластома, глиома ствола мозга, медуллобластома, астроцитома, эпендимома), метастазирующие опухоли мозга; множественная миелома (в комбинации с преднизолоном); лимфогранулематоз (в комбинации с другими препаратами); неходжкинские лимфомы.

## Режим дозирования
Устанавливают индивидуально, в зависимости от показаний и стадии заболевания, состояния системы кроветворения, схемы противоопухолевой терапии.

## Побочное действие
Со стороны системы кроветворения: часто — миелодепрессия; возможна анемия.
Со стороны пищеварительной системы: часто — тошнота, рвота; возможны проявления гепатотоксичности — повышение активности трансаминаз, ЩФ, уровня билирубина.
Со стороны дыхательной системы: возможно возникновение инфильтратов и/или очагов фиброза в легких.
Со стороны мочевыделительной системы: после длительного применения в высоких кумулятивных дозах — прогрессирующая азотемия, уменьшение размера почек.
При быстром в/в введении: возможно ощущение жжения в месте инъекции, а также выраженное покраснение кожи и набухание конъюнктивы в течение 2-4 ч.
Прочие: возможны нейроретинит, боли в грудной клетке, головная боль, аллергические реакции, артериальная гипотензия, тахикардия.

## Противопоказания
Повышенная чувствительность к кармустину или другим производным нитрозомочевины.

## Применение при беременности и кормлении грудью
Адекватных и строго контролируемых исследований безопасности применения кармустина при беременности у человека не проводилось. Имеются данные об эмбриотоксическом действии кармустина при беременности у человека.
В экспериментальных исследованиях показано, что кармустин оказывает эмбриотоксическое действие при беременности у крыс и кроликов и тератогенное действие у крыс в дозах эквивалентных дозам, применяемым у человека.
Женщинам детородного возраста в период лечения рекомендуется использовать надежные методы контрацепции.
Неизвестно, выделяется ли кармустин с грудным молоком. При необходимости применения в период лактации следует прекратить грудное вскармливание.

## Особые указания
В процессе лечения необходим контроль картины периферической крови, функции печени, почек и рентгенологическое исследование легких. Поскольку отличительной особенностью кармустина является отсроченное проявление угнетающего действия на кроветворение, контроль картины периферической крови следует проводить еженедельно в течение 6 недель после окончания применения.

## Лекарственное взаимодействие
При одновременном применении с другими препаратами, вызывающими миелодепрессию, возможно аддитивное угнетение функции костного мозга; с препаратами, оказывающими гепато- или нефротоксическое действие — усиление проявлений гепато- или нефротоксичности.